# La famiglia Buonanotte
La famiglia Buonanotte è un film del 1989 diretto da Carlo Liconti.

## Trama
I Buonanotte sono una famiglia di italiani emigrati in Canada in cerca di fortuna.
Il piccolo di casa, Michelangelo, sogna ad occhi aperti, ma è anche costretto a confrontarsi con le tante vicende che coinvolgono i suoi familiari: mamma Giulia, giovane vedova di 25 anni, pensa di risposarsi, sua zia ha un'esuberanza smisurata, il vecchio nonno dimostra di avere una saggezza molto particolare e i vicini vivono una difficile storia.
Michelangelo però è innamorato della propria maestra e sogna di vivere con lei. Quando scopre che sta per partire per sposarsi, cerca di seguirla nascondendosi su un treno, gli addetti alla sicurezza, però, rovineranno tutto.